# Júlio Ferreira
Júlio Alexandre Bacelar Oliveira Ferreira (São José de São Lázaro, 29 de Abril de 1994) é um desportista português que compete em taekwondo na categoria de -74kg. Ele foi campeão europeu sub-21 em 2012 no campeonato organizado em Atenas, na Grécia, conquistou várias medalhas em opens internacionais subindo muitas vezes ao lugar mais alto do pódio, ganhou a medalha de ouro nos Jogos da Lusofonia de 2014 e também ganhou a medalha de bronze nos primeiros Jogos Europeus organizados em Baku em 2015. Estreiou-se como sénior em 2014 e competiu no campeonato europeu sénior de taekwondo no mesmo ano onde ele atingiu o quinto lugar o que lhe permitiu a entrada no projecto de Preparação Olímpica. No dia 21 de Março de 2016 sagrou-se pela primeira vez campeão europeu sénior de taekwondo na categoria de -74kg em Montreux (Suiça) vencendo na final o atleta da Croácia por 5-3, juntou-se assim a Rui Bragança que também se sagrou campeão europeu pela segunda vez consecutiva em -58kg.

## Palmares internacional

### 2010
- Medalha de bronze no Open de Espanha

### 2011
- Medalha de bronze no Campeonato Europeu Júnior de Taekwondo

### 2012
- Medalha de ouro no Campeonato Europeu Sub-21 de Taekwondo

### 2014
- Medalha de ouro nos Jogos da Lusofonia
- Medalha de ouro no Open de Trelleborg
- Medalha de bronze no Open da Holanda
- Medalha de bronze no Open da Suíça
- Medalha de prata no Open de Israel
- Medalha de bronze no Campeonato Europeu Sub-21 de Taekwondo
- Medalha de ouro no Open da Sérvia
- Medalha de ouro no Open da Croácia

### 2015
- Medalha de ouro no Open da Grécia
- Medalha de ouro no Open da Bosnia
- Medalha de ouro no Open da Turquia
- Medalha de bronze no Open de Luxor
- Medalha de bronze no Open da Holanda
- Medalha de bronze nos Jogos Europeus

### 2016
- Medalha de ouro no Open de Espanha
- Medalha de ouro no Campeonato Europeu de Taekwondo

## Referencias
1. ↑  Comité Olímpico de Portugal (23 de Julho de 2015). «Júlio Ferreira». Comité Olímpico de Portugal. Consultado em 23 de Julho de 2015
2. ↑  Taekwondo Data (23 de Julho de 2015). «Ferreira, Julio» (em inglês). Taekwondo Data. Consultado em 23 de Julho de 2015
3. ↑  «Júlio Ferreira campeão da Europa de taekwondo em -74 kg». Observador. Consultado em 21 de maio de 2016